# Volta al País Basc 1975
La Volta al País Basc 1975 fou la 15a edició de la Volta al País Basc. La cursa es disputà en cinc etapes, dues d'elles dividides en dos sectors, un d'ells contrarellotge individual, entre el 14 i el 18 d'abril de 1975 i un total de 830 km.
Aquesta edició va ser guanyada per l'espanyol José Antonio González Linares (Kas), en el que era la seva segona victòria en la cursa basca, després de l'aconseguida el 1972. González Linares aconseguí el liderat en guanyar el primer sector de la segona etapa, i ja no el va deixar fins al final de la cursa, a Hondarribia. L'acompanyaren al podi els també espanyols Jesús Manzaneque (Monteverde), a tan sols 20 segons, i Agustín Tamames (Super Ser), vencedor de la primera etapa i primer líder, a 38 segons.
En les classificacions secundàries, Miguel Mari Lasa s'imposà en la classificació per punts, Andrés Oliva en la muntanya i el Super Ser en la classificació per equips.

## Equips participants
Cinc van ser els equips que van prendre la sortida, els espanyols Super Ser, Monteverde i Kas, i els portuguesos Coelima i Sporting-Sotto Mayor, per completar un gran grup de 50 corredors.

## Etapes
| Etapa | Data       | Recorregut                  | Km  | Vencedor de l'Etapa        | Líder de la general        | Ref.  |
| ----- | ---------- | --------------------------- | --- | -------------------------- | -------------------------- | ----- |
| 1ª    | 14 d'abril | Irun - Iratxe               | 148 | Agustín Tamames (ESP)      | Agustín Tamames (ESP)      | [ 4 ] |
| 2ª A  | 15 d'abril | Iratxe - Iratxe             | 35  | J.A.González Linares (ESP) | J.A.González Linares (ESP) | [ 4 ] |
| 2ª B  | 15 d'abril | Iratxe - Logronyo           | 135 | Andrés Gandarias (ESP)     | J.A.González Linares (ESP) | [ 4 ] |
| 3ª    | 16 d'abril | Logronyo - Laudio           | 151 | Fernando Ferreira (POR)    | J.A.González Linares (ESP) | [ 5 ] |
| 4ª    | 17 d'abril | Laudio - Sant Sebastià      | 188 | Agustín Tamames (ESP)      | J.A.González Linares (ESP) | [ 6 ] |
| 5ª A  | 18 d'abril | Sant Sebastià - Hondarribia | 163 | Ventura Díaz (ESP)         | J.A.González Linares (ESP) | [ 1 ] |
| 5ª B  | 18 d'abril | Hondarribia - Hondarribia   | 8   | Jesús Manzaneque (ESP)     | J.A.González Linares (ESP) | [ 1 ] |

## Classificació general
|     | Ciclista                            | Equip      | Temps       |
| --- | ----------------------------------- | ---------- | ----------- |
| 1.  | José Antonio González Linares (ESP) | Kas        | 24h 30' 30" |
| 2.  | Jesús Manzaneque (ESP)              | Monteverde | + 20"       |
| 3.  | Agustín Tamames (ESP)               | Super Ser  | + 38"       |
| 4.  | José Luis Viejo (ESP)               | Super Ser  | + 1' 21"    |
| 5.  | José Martins (POR)                  | Coelima    | + 1' 28"    |
| 6.  | Miguel Mari Lasa (ESP)              | Kas        | + 1' 59s"   |
| 7.  | Pedro Torres (ESP)                  | Super Ser  | + 2' 58"    |
| 8.  | Manuel Rego (POR)                   | Coelima    | + 3' 05"    |
| 9.  | Francisco Galdós (ESP)              | Kas        | + 3' 30"    |
| 10. | Santiago Lazcano (ESP)              | Super Ser  | + 3' 31"    |